# Richard Hirt

Richard Hirt (1997)

Richard Hirt (* 5. September 1939; † 8. April 2020 in Uster; heimatberechtigt in Rheinau und Fällanden) war ein Schweizer Forstwissenschaftler und Professor an der ETH Zürich.

## Leben
Richard Hirt studierte von 1958 bis 1963 Forstwissenschaften an der ETH Zürich und promovierte 1969 mit einer experimentellen Arbeit zur Bodenstabilisierung mit Kalk. Seine Habilitation schloss er im Jahr 1976 ab, nachdem er fünf Jahre auf dem Gebiet des forstlichen Ingenieurwesens an der ETH Zürich unterrichtet hatte. 1986 verlieh ihm der Bundesrat den Titel eines Professors in Anerkennung und Würdigung seiner Leistungen für die ETH Zürich und sein Fachgebiet. Richard Hirt wurde 2004 emeritiert.

## Schaffen
Hirt begann seine Karriere zu einer Zeit, in der der Bau von Strassen mit geringem Verkehr – die Wald- und Güterstrassen – eine wichtige Rolle spielte. Seine Lehr-, Forschungs- und Beratungstätigkeiten befassten sich vor allem mit der Planung, Bemessung, dem Bau und der Erhaltung der Strassen im ländlichen Raum. Er war massgebend beteiligt, neue Bauverfahren einzuführen, mit denen sich der Baugrund und die Schichten des Oberbaus stabilisieren liessen.
Einer seiner Forschungsschwerpunkte widmete sich der Untersuchung nichtnormierter Strassenbaustoffe, insbesondere von Recyclingmaterialien. Zusammen mit seinen Kollegen leistete er wichtige Arbeit beim Wissenstransfer in die Baupraxis, was sich in einer beachtlichen Anzahl von Kursen und Gutachten niederschlug.
Der Brückenschlag zwischen Wissenschaft und Praxis war ihm wichtig, und er engagierte sich auch in der Aus- und Weiterbildung der Forst- und Kulturingenieure. Neben seinem Engagement für die ETH Zürich war er sowohl auf kommunaler wie auch kantonaler Ebene politisch tätig.

## Publikationen (Auswahl)
- Experimentelle Untersuchungen zur Bodenstabilisierung mit Kalk, insbesondere für deren Anwendung im Wald- und Güterstrassenbau. Diss. Techn. Wiss. ETH Zürich, Nr. 4312, 1969.
- Die Verwendung von Kehrichtschlacke als Baustoff für den Strassenbau. Habilitationsschrift ETH Zürich, 1975.
- Über Bau- und Unterhaltskosten von Wald- und Güterstrassen. Antrittsvorlesung ETH Zürich, 6. Dezember 1976.